# Municipio de Bear Grove (condado de Guthrie)
El municipio de Bear Grove (en inglés: Bear Grove Township) es un municipio ubicado en el condado de Guthrie en el estado estadounidense de Iowa. En el año 2010 tenía una población de 160 habitantes y una densidad poblacional de 1,72 personas por km².

## Geografía
El municipio de Bear Grove se encuentra ubicado en las coordenadas 41°38′43″N 94°41′10″O / 41.64528, -94.68611. Según la Oficina del Censo de los Estados Unidos, el municipio tiene una superficie total de 92.84 km², de la cual 92,84 km² corresponden a tierra firme y (0 %) 0 km² es agua.

## Demografía
Según el censo de 2010, había 160 personas residiendo en el municipio de Bear Grove. La densidad de población era de 1,72 hab./km². De los 160 habitantes, el municipio de Bear Grove estaba compuesto por el 98,75 % blancos y el 1,25 % eran de una mezcla de razas. Del total de la población el 0 % eran hispanos o latinos de cualquier raza.